# Denis Riou
Pour les articles homonymes, voir Riou.
Denis Riou, dit Denez Riou, est un militant français indépendantiste breton, ancien membre de l'ARB. Il a purgé plusieurs peines de prison depuis les années 1970.

## Biographie
Denis Riou a, durant plusieurs années, été directeur de la publication de Combat breton, organe du mouvement indépendantiste Emgann.
Il a été interpellé à Lanester (Morbihan), près de Lorient le 30 septembre 1999, puis poursuivi, et condamné à sept ans de prison dans l'Affaire de Plévin. Après avoir été condamné, il a été détenu à Ploemeur, dans le Morbihan, puis libéré le 5 janvier 2009 avec assignation à résidence à son domicile). Le 4 juillet 2009, le bracelet électronique lui est retiré. « Denis Riou est (…) en liberté conditionnelle pour 19 mois, soit 12 mois de plus que la date initialement prévue pour sa libération définitive : fin janvier 2011 au lieu de janvier 2010. »
Il a été présenté par Jean-Pierre Chevènement, alors ministre de l'Intérieur s'exprimant sur TF1 en 1999, comme « le chef de l'ARB ». L'avocat général a repris cette accusation lors de son procès en juin 2005.
La plainte que déposa Denis Riou pour « violation du secret de l'instruction », et qui faisait suite aux détails parus dans le quotidien Le Télégramme, sera conclue, en 2001, par un non-lieu, faute de charges suffisantes.
Le 22 août 2002, Denis Riou a fait condamner le quotidien Le Télégramme pour atteinte à la présomption d'innocence à la suite d'un dossier publié le 15 juillet 2002 par ce journal. Sa famille a fait condamner Le Télégramme pour atteinte à l'intimité de la vie privée.

## Sources principales
- Ouest-France,
- Le Télégramme,
- FLB - ARB : L'Histoire 1966-2005, de Lionel Henry & Annick Lagadec. Éditeur : Yoran Embanner, Fouesnant, 2006, Broché, 390 pages  (ISBN 2-9521446-5-6),
- Le Dossier FLB - Plongée chez les clandestins bretons, d'Erwan Chartier et Alain Cabon, Éditions Coop Breizh, Spézet, novembre 2006.